# Aleksandr Pavlenko
Aleksandr Evgen'evič Pavlenko (in russo Александр Евгеньевич Павленко?; Ordžonikidze, 20 gennaio 1985) è un ex calciatore russo di origine ucraina, di ruolo centrocampista.

## Carriera

### Club
Dopo aver giocato nello Spartak Mosca, il 2 febbraio 2011 si trasferisce a titolo definitivo al Terek Groznyj. In seguito ha giocato con la maglia del Kryl'ja Sovetov, Tosno, Luč-Ėnergija, Šinnik, Ural e Tom' Tomsk.

## Palmarès

### Club

#### Competizioni nazionali
- Campionato russo: 1

Spartak Mosca: 2001
- Coppa di Russia: 1

Spartak Mosca: 2002-2003
- Pervyj divizion: 1

Šinnik: 2007

### Individuale
- Miglior giocatore della Pervyj divizion: 1

2007